# Le Piano du pauvre (chanson)
Pour les articles homonymes, voir Homme (homonymie).
Pistes de Le Piano du pauvre
À la Seine
Le Piano du pauvre est une chanson de Léo Ferré, publiée à l'automne 1954 sur son deuxième album paru chez Odeon. Avec cette chanson malicieuse à la gloire de l'accordéon, instrument populaire par excellence, Ferré agrandit encore sa notoriété et confirme son succès commercial, inauguré avec la chanson Paris canaille.

## Forme
Paroles et musique sont de Léo Ferré.

## Enregistrement
Le 15 mars 1954, Léo Ferré enregistre sous l'égide de l'arrangeur Jean Faustin une première version de cette chanson, restée à ce jour introuvable.
Sa maison de disques Odeon lui présente alors l'accordéoniste Jean Cardon, qui va devenir un accompagnateur fidèle - son seul et unique accordéoniste - jusqu'en 1963. Ensemble et avec quelques autres musiciens dirigés par Jean Faustin, ils enregistrent la version studio définitive de cette chanson le 7 avril 1954.
Ferré l'interprètera sur scène lors de son premier passage à l'Olympia de Paris en mai 1954, en première partie de Joséphine Baker, puis lors de son passage en vedette dans ce même music-hall en mars 1955 (voir Récital Léo Ferré à l'Olympia). Après les années 1950, c'est une chanson qu'il n'interprétera plus du tout.

### Musiciens
- Jean Cardon : accordéon
- Les autres musiciens n'ont pas été identifiés à ce jour.

### Production
- Arrangements et direction musicale : Jean Faustin
- Prise de son : ?
- Production exécutive : M. Dory

## Reprises
Cette chanson a été reprise par Catherine Sauvage, Patachou, puis par Germaine Montero, Marc Ogeret ou encore Philippe Léotard.